# Quintus Fufius Calenus
Quintus Fufius Calenus († 40 v. Chr.) war ein römischer Politiker und Anhänger Gaius Iulius Caesars.

## Leben
Fufius Calenus unterstützte Ende 62 v. Chr. als soeben gewählter Volkstribun Publius Clodius Pulcher bei dessen Verteidigung im Bona-Dea-Skandal. 59 v. Chr. war er Prätor. Kurz vor Ausbruch des Bürgerkriegs schloss er sich Caesar an, kämpfte unter ihm 51 v. Chr. in Gallien und 49 v. Chr. in Spanien. Nach der Schlacht von Pharsalos 48 v. Chr. wurde Calenus zurück nach Italien geschickt, wobei er jedoch auf dem Weg durch die Adria fast an Marcus Calpurnius Bibulus, der auf der Seite des Pompeius kämpfte, gescheitert wäre. Während Caesar dem nach Ägypten flüchtenden Pompeius folgte, verwaltete Calenus Achaia und schickte Caesar Truppen sowie Schiffe. 47 v. Chr. bekleidete er das Konsulat.
Nach Caesars Ermordung 44 v. Chr. unterstützte Calenus Marcus Antonius gegen Octavian, den späteren Augustus. 43 v. Chr. war er nach Ausbruch des Bürgerkrieges der wichtigste Gefolgsmann des Antonius im Senat und wurde hierbei in Teilen auch von seinem Schwiegersohn Pansa unterstützt. Während des Krieges gegen die Caesarmörder wurde Calenus 42 v. Chr. mit zwei Legionen der Schutz der Italischen Halbinsel anvertraut. 41 v. Chr. wurde er Statthalter im jenseitigen Gallien (Gallia transalpina). Er verstarb ein Jahr später überraschend. Sein Sohn übergab Octavian elf Legionen, die unter dem Kommando des Calenus gestanden hatten. Ebenso übernahm Octavian das von Calenus verwaltete Gallien.